# モンペリエ
モンペリエ（Montpellier）は、フランスの南部に位置する都市。オクシタニー地域圏、エロー県の県庁所在地である。モンペリエ大学の所在地として、中世からの学園都市である。モンプリエと発音、記載する例もある。

## 地理
地中海から10km、ガール県の県庁所在地ニームから54km、マルセイユからは168km、トゥールーズから248km、パリからは750kmである。旧市街西端のペイルー公園の海抜は57m。
アクセス
市内中心部から9kmの場所にモンペリエ・メディテラネ空港が存在する。TGVでパリから最速3時間半で着く列車がある。シャルル・ド・ゴール空港のTGV駅から直通の路線もある。マルセイユ・プロヴァンス空港からは車で約2時間。トゥールーズ、バルセロナ、リヨンから車で約3時間である。

## 気候
典型的な地中海性気候である。雨は少なく、夏は乾燥する。ただし降雨の際はまとまって強く降る。
1日の平均日照時間は7時間22分であり、フランス平均の4時間46分を大きくしのぐ。
最高気温
- 1月 - 5月：10℃ - 22℃
- 6月 - 9月：25℃ - 29℃
- 10月 - 12月：10℃ - 20℃

最低気温
- 1月 - 5月：1℃ - 9℃
- 6月 - 9月：15℃ - 20℃
- 10月 - 12月：0℃ - 14℃

fr:Montpellierを一部翻訳

## 歴史
985年にメルグイユ（Melgueil、Mauguio）の伯爵の記録に初めてMontpellierの表記が表れる。近隣のニーム、ナルボンヌ、ベジエなどがローマ時代から都市として成立していたのに対し、モンペリエの領地としての登場は遅い。中世初期には領主Guilhemとマグローヌ (Maguelone) の司教のもとで人口を増やした。また、サンティアゴ・デ・コンポステーラの巡礼路の宿場町としても栄えた。
1220年に成立した医学校は、1289年に法学部とともにモンペリエ大学として教皇ニコラウス4世の承認を受ける。医学部は現在もカテドラル（Cathédrale Saint-Pierre de Montpellier）に隣接した校舎を使用している。
婚姻などによりアラゴン王、マヨルカ王などの支配下に入った後、1349年にフランス王国に売却、併合された。このころはかなり繁栄していたが、疫病により一旦衰退の時期を迎える。15世紀に入ると天才商人ジャック・クールが、隣接するラット (Lattes) の港を活用したため、貿易拠点として隆盛を極める。
16世紀にはユグノー戦争の戦乱の中、プロテスタントが多数を占め、カトリックの教会はカテドラル以外のほとんどが破壊された。その後アンリ4世のナントの勅令によりつかの間の平和を享受したものの、ルイ13世の治世以降は、プロテスタントは衰え、カトリック勢力が支配的となった。フランス革命までの平穏な時期に、水道橋、凱旋門、コメディー広場などが建設されていった。
19世紀にはワイン栽培や織物業などのブルジョワ文化が栄え、裁判所、駅など旧市街のほとんどの建物が今の姿になる。第二次世界大戦では1944年に5回にわたりアメリカ軍の爆撃を被った。しかし旧市街は今でも19世紀の姿を良く留めている。

## 人口統計
| 1962年  | 1968年  | 1975年  | 1982年  | 1990年  | 1999年  | 2006年  | 2012年  |
| ------- | ------- | ------- | ------- | ------- | ------- | ------- | ------- |
| 118 864 | 161 910 | 191 354 | 197 231 | 207 996 | 225 392 | 251 634 | 268 456 |

source=1999年までLdh/EHESS/Cassini、2004年以降INSEE

## 名所
旧市街は19世紀の繁栄を今に伝える明るく美しい町並みである。建物の壁はクリーム色を基調としており、夏の朝も冬の午後も南仏らしい親しみやすさと軽やかさを感じさせる。

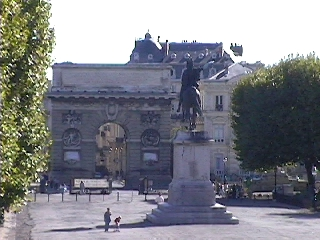
ルイ14世像と凱旋門

旧市街は、コメディー広場を中心に、西側へやや膨らんだ形をしている。モンペリエ・サン＝ロック駅―コメディー広場―県庁と緩やかに坂を上がり、かわいらしい凱旋門までが旧市街の表通りである。県庁手前のジャン・ジョーレス広場の地下に、モンペリエ中世資料館がある。凱旋門をさらに抜けるとペイルー公園となり、ルイ14世の像を過ぎて噴水まで行くと、給水塔と水道橋が迎えてくれる。ここから新市街を含めた街の北、西、南側を望むことができる。車で訪問する場合、ペイルー公園下の水道橋パーキングが広くて中心街にも近く、便利である。

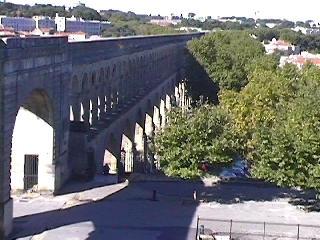
ペイルー公園から見た水道橋

ペイルー公園の北隣には医学部薬草園を兼ねた植物園があり、市民の散策する姿が見られる。植物園と車道をはさんだ旧市街側がモンペリエ大学医学部である。ここはパリ大学医学部と並ぶフランスのエリート医学部として有名である。
カテドラル左隣の建物には外科資料館があり、やや高いが拝観料を払えば見学できる（ただし、展示は様々な病気の標本が林立し、腫瘍標本や奇形胎児なども並ぶため、入館に際して覚悟を要する）。医学部脇にある小さな公園に四角い塔があり、これは大学古文書館である。この塔の屋上に木が1本生えており、ここを母校とするノストラダムスが「この木が枯れるとき、モンペリエの町は滅びるであろう。」との予言を残したために、今でも半信半疑で世話が続けられているという。

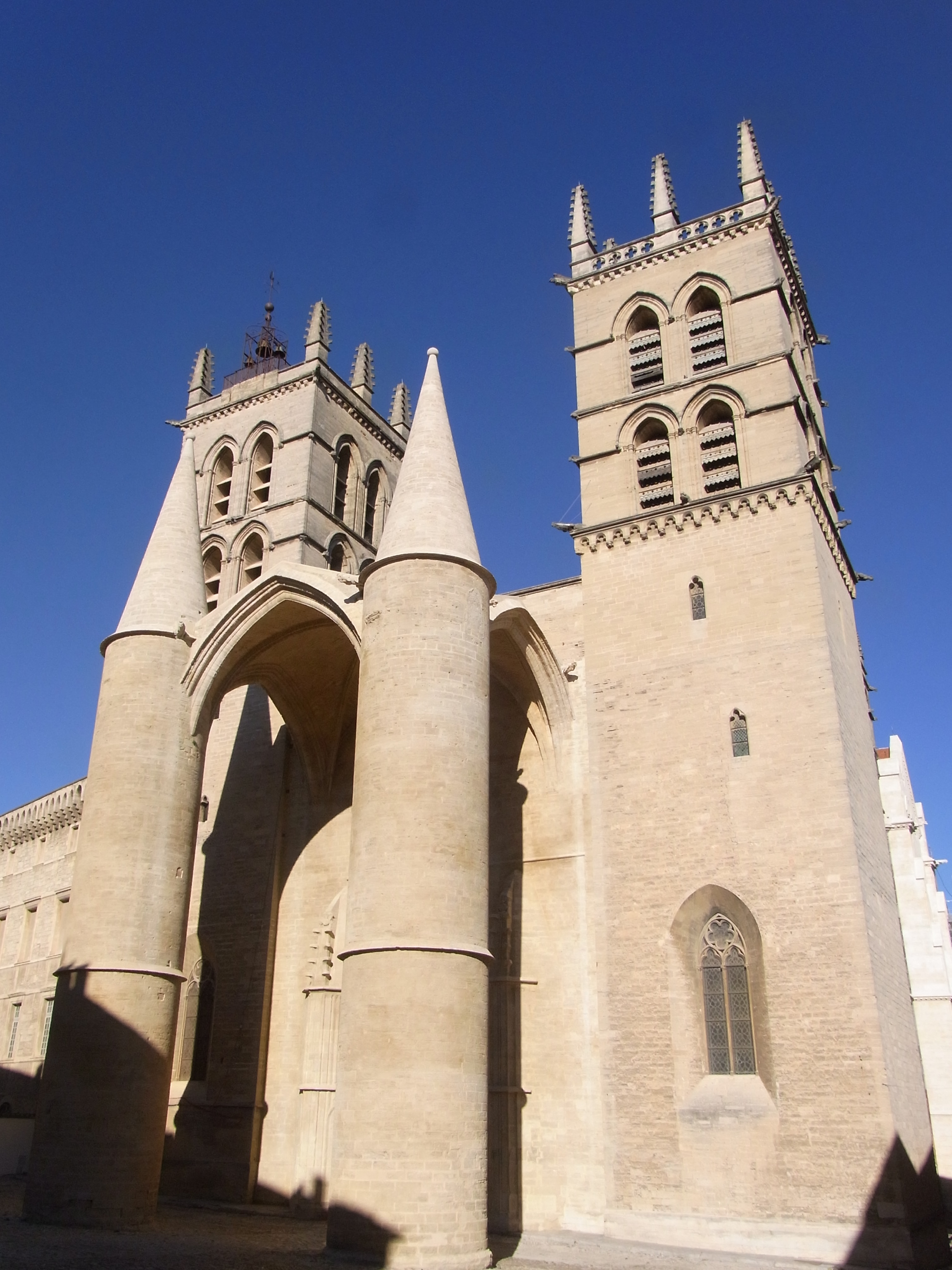
秋の青空とカテドラル

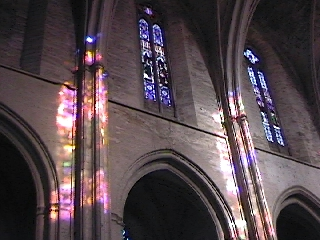
バラ窓からの光を受ける聖ピエール大聖堂内部

カテドラル（聖ピエール大聖堂）は南仏ゴシック建築でおおらかな造りであり、パリのノートルダム大聖堂やアミアン大聖堂などの技巧的な北仏ゴシック建築と対照的である。時間帯によってバラ窓を通して聖堂内部へ陽が射し込み、色とりどりの光を壁に映し出す。聖堂内の祭壇にはイタリア風の色大理石を多用したものもあり、地理的な影響を感じさせる。正門の両脇にそびえる無骨な円塔が特徴的である。

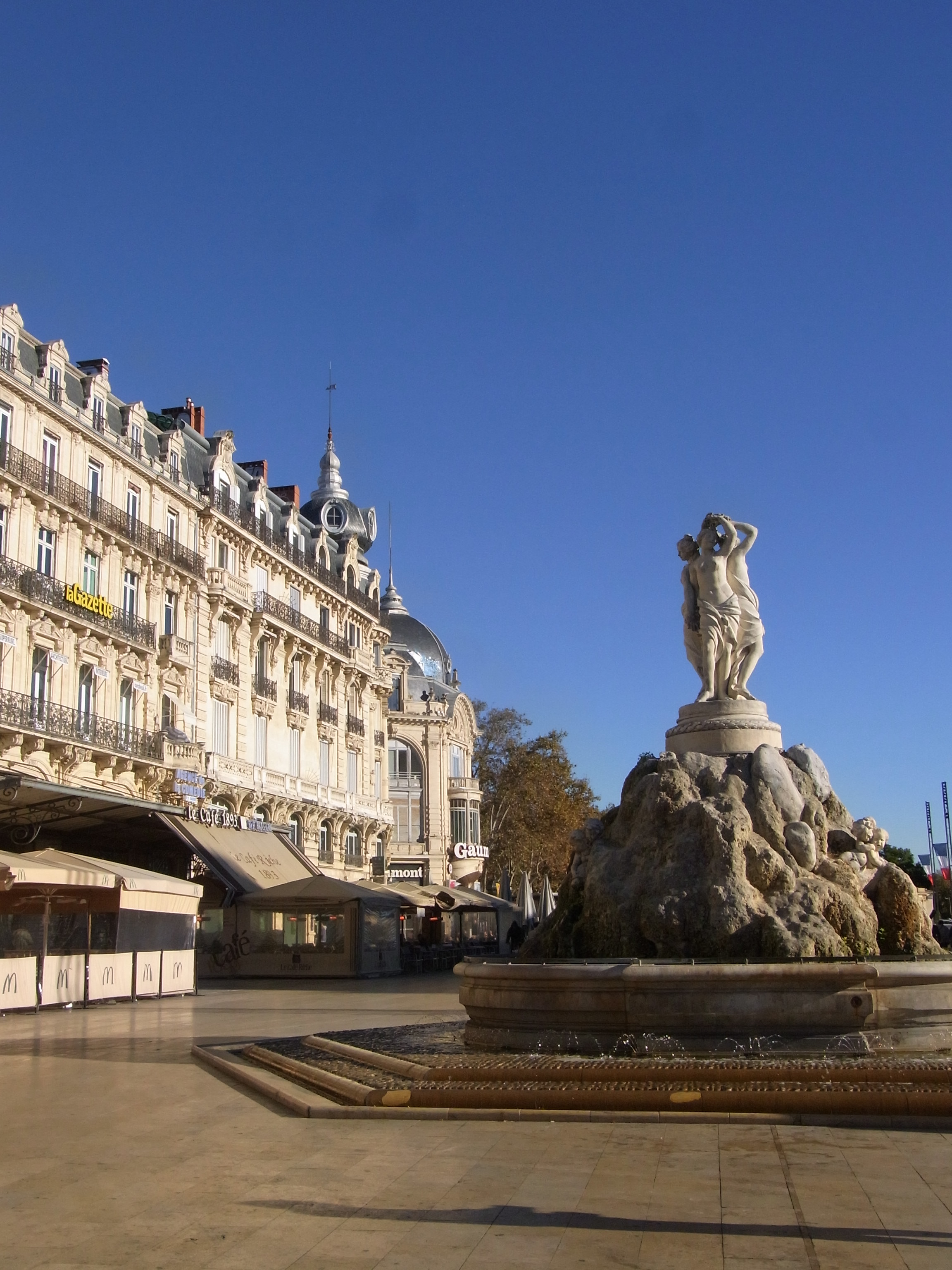
コメディー広場と3人の女神像

コメディー広場北につながるエスプラナード公園に面して、ファーブル美術館がある。19世紀のフランス絵画を中心とした展示の中で、ギュスターヴ・クールベの『こんにちは、クールベさん』（1854年）と『パラバスの海岸』（1854年）は一見の価値がある。友人ブリュイヤスの誘いを受けてこの地を訪れたクールベは心機一転、新しい作風に取り組み、アカデミズムの束縛から解き放たれた自由な絵画を世に問うて行くことになる。

## モンペリエ大学
モンペリエ大学は第1から第3までに分かれている。
モンペリエ第1大学：医学部・薬学部・法学部
北西郊外のEuromedecin地区の病院、医療研究所、製薬会社と一体となって先端研究も行っている。法学部は街の東の新市街に近代的校舎を建てて移転した。
モンペリエ第2大学：理学部
物理や化学の研究が活発で広いキャンパスを有する。CNRS研究者も多く在籍している。文学部と同じ街の北西にある。
モンペリエ第3大学：文学部
通称「ポール・ヴァレリー」。短期の外国人向けフランス語コースを設定しており、世界各地から語学留学生が集まる。

## 近郊
- セット：ポール・ヴァレリーの故郷である工業港町。モンペリエから南西へ車で30分弱。
- パラヴァス＝レ＝フローPalavas-les-Flots：モンペリエから10分強の、地中海に面した小リゾート。
- マグローヌMaguelone（現在はヴィルヌーヴ＝レ＝マグローヌに属する）：かつて巡礼で栄えたひなびた廃修道院が海辺の砂洲に残る。
- エーグ＝モルト：ルイ9世が十字軍に出発したかつての地中海沿いの城郭町。近くに製塩所もある。
- カマルグ：ローヌ川河口の大三角州で、フラミンゴが多く飛来。白馬と黒牛が名物。水田もある。白馬に乗れるスポットもある。
- サント＝マリー＝ド＝ラ＝メール：カマルグ南端の地中海に張り出した小村。毎年初夏にロマの祭りが行われる。フレデリック・ミストラルの名作「プロヴァンスの少女-ミレイユ」のクライマックスで哀れなミレイユが意識朦朧となりながらたどり着いたのが、この村の小さな教会である。
- サン＝ギレム＝ル＝デゼールSaint-Guilhem-le-Désert：ミヨーMilhaud方面へ車で1時間ほどの、石灰岩台地の渓谷に隠れるように存在するかつての巡礼の宿場町。小さなロマネスク建築の教会があるだけだが、中世そのもののかわいらしい町並みはモンペリエ市民のお気に入りのスポット。近くに鍾乳洞Grotte de la Clamouseもある。
- ニーム：ガール県県庁所在地。モンペリエとほぼ同規模の街。歴史は古く、カエサルやアウグストゥスの時代の帝政ローマ初期から栄えた。円形闘技場やフォンテーヌ公園など、見どころも多い。夏には闘牛も行われる。
- ベジエ：エロー県第2の都市で、19世紀までは南仏ワインの中心地として栄えた。フィロキセラの猛威でブドウが壊滅して以降はやや衰退した（19世紀フランスのフィロキセラ禍）。ミディ運河観光の中継点としては便利。アルビジョア十字軍の際には、北仏軍にカタリ派とカトリック教徒の区別なく市民が虐殺された悲劇が起きた。
- ペリエ工場：炭酸入りミネラルウォーターのトップブランド、ペリエの本社工場がモンペリエとニームの中間にある。

## スポーツ
- モンペリエHSC - サッカークラブ
- モンペリエ・エロー・ラグビー - ラグビーユニオンクラブ

## 交通

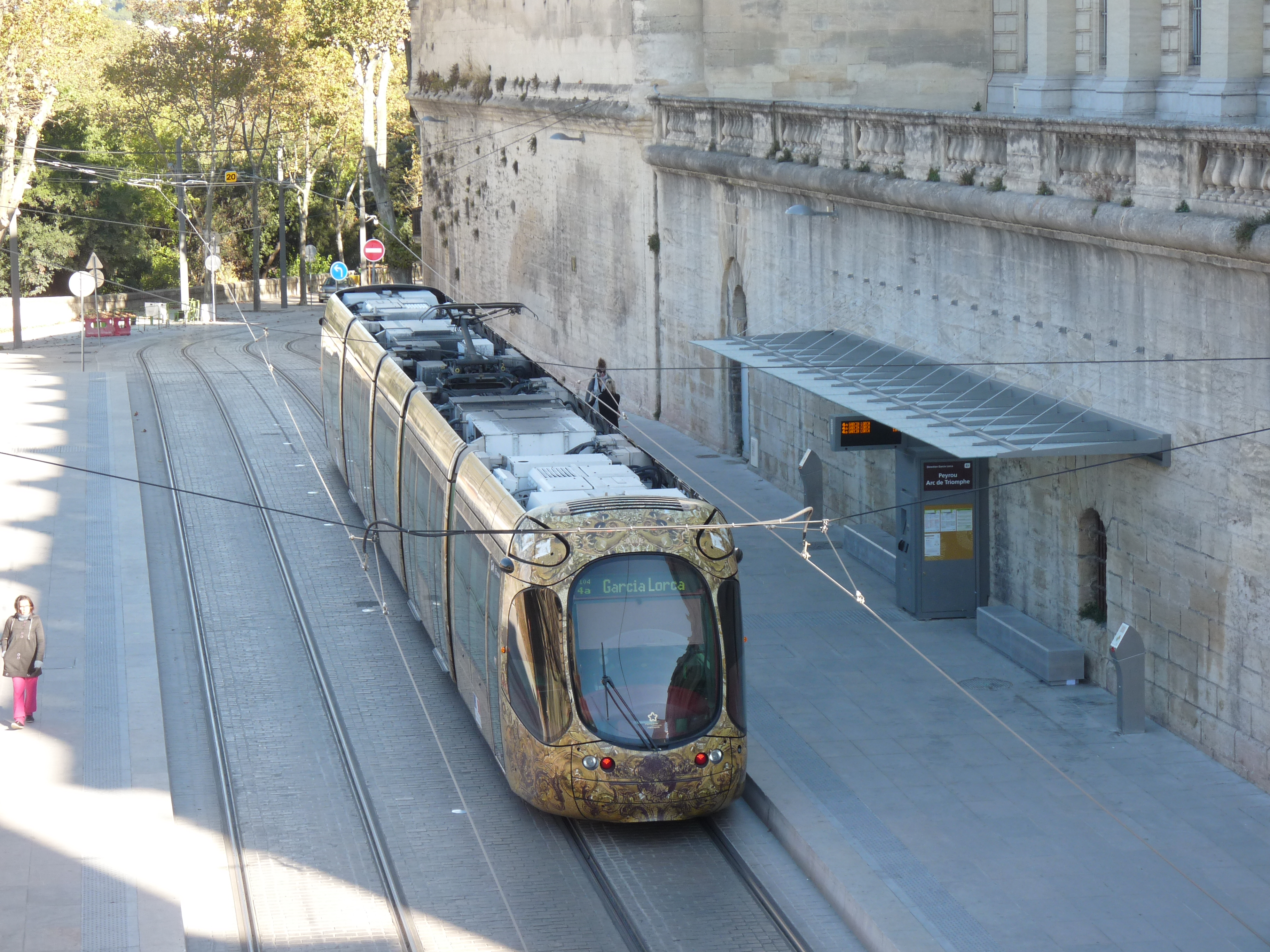
トラム　4系統

モンペリエの玄関口は、フランス国鉄のモンペリエ・サン＝ロック駅である。
市内はトラムが4路線走行しており、その他バス路線も多数存在する。

## 関係者

### 出身有名人
- フレデリック・バジール： 印象派の画家
- アレクサンドル・カバネル： 画家
- オーギュスト・コント： 哲学者
- ジャンヌ・ドゥメッシュー： オルガニスト・ピアニスト・作曲家
- ピエール・マニョール： 植物学者
- ノストラダムス： ルネサンス期の医師・占星術師
- エドゥアール・ロシュ： 天文学者
- ジュリエット・グレコ： 歌手
- エミリー・シモン： 歌手
- グレゴリ・デランジェール： 俳優
- レミ・ガイヤール： イタズラ者
- ディディエ・オリオール： ラリードライバー
- イネス・リグロン： 日本での事業に成功した女性実業家

### 居住その他ゆかりある人物
- ポール・バラス： フランス革命期の政治家

## 姉妹都市
- - ルイビル（アメリカ合衆国ケンタッキー州）1955年
- - ハイデルベルク（ドイツ）1961年
- - バルセロナ（スペイン）1963年
- - 成都（中華人民共和国）1981年
- - ティベリアス（イスラエル）1983年
- - フェズ（モロッコ）2003年
- - トレムセン（アルジェリア）2009年